# Splendore nell'erba (film 1961)
Splendore nell'erba (Splendor in the Grass) è un film del 1961 diretto da Elia Kazan in Technicolor e sceneggiato da William Inge.

## Trama

Warren Beatty e Natalie Wood in una scena del film

Kansas, 1928. Bud Stamper, studente di liceo e capitano della squadra di football, è figlio di un imprenditore che ha fatto fortuna con il petrolio. Sua compagna di studi è Deanie Loomis, proveniente da una famiglia modesta che le ha impartito un'educazione puritana. Fra i due nasce l'amore. Sia la madre di Deanie che Ace, il padre di Bud, mettono in guardia i rispettivi figli circa i rischi di eventuali rapporti sessuali: la donna, che pure è felice del fatto che la ragazza sia fidanzata con un buon partito, teme per la reputazione della figlia; l'uomo ha solo paura del matrimonio di riparazione del figlio con una ragazza modesta: per lui ha ben altri progetti. Sua figlia Ginny è rimasta coinvolta in uno scandalo del genere mentre studiava fuori città e lui l'ha dovuta far rientrare a casa dopo averla costretta ad abortire.
Incurante delle ammonizioni paterne, Bud prova più volte ad avere un rapporto con Deanie ma lei riesce sempre a frenarsi generando in lui una crescente frustrazione. Allora il ragazzo decide di sposarla; va dal padre e gli manifesta le sue intenzioni: non vuole andare al college ma metter su famiglia e lavorare. Il padre, per guadagnare tempo, gli chiede di proseguire gli studi a Yale per altri 4 anni, al termine dei quali acconsentirà al matrimonio e nel frattempo suggerisce al figlio di sfogare i suoi istinti con altre ragazze. Bud, pur tormentato, accetta. Ginny intanto ha varie relazioni con ragazzi della zona; intreccia anche una relazione con un uomo sposato. Il fratello cerca di farla ragionare ma inutilmente. In seguito alla decisione di rimandare il matrimonio il rendimento scolastico e sportivo di Bud comincia a calare. Un giorno il ragazzo ha un malore durante un match di basket. Dopo un breve ricovero in ospedale, Bud rientra a casa. Il padre insiste perché si sfoghi con qualche altra ragazza e alla fine Bud cede e si lascia andare con un'altra compagna di classe "disponibile". La cosa si viene a sapere nel giro della scuola e Deanie entra in anoressia e cade in depressione.
La sera del ballo studentesco, indossato un bell'abito rosso, la ragazza tenta di sedurre Bud per riconquistarlo. Ma lui, colpito dalla mancanza di amor proprio e di pudore della ragazza, rifiuta le sue avances. Deanie, respinta e ferita, tenta il suicidio tuffandosi nelle cascate dei dintorni. Salvata da alcuni amici, viene portata in ospedale. Bud ha un moto di pentimento: sa di amare Deanie e manifesta nuovamente il desiderio di sposarla ma lei è troppo fragile e gli viene consigliato di starle lontano, almeno per un po'. Deanie viene ricoverata in una clinica psichiatrica e Bud lascia la cittadina e va all'università. Inizia a frequentare la cameriera di un ristorante italiano, Angelina, e a trascurare gli studi. Suo padre decide di chiedere un colloquio con il rettore ma proprio la sera del suo arrivo a New Haven si diffonde la notizia del crollo della borsa di Wall Street. Il rettore cerca di assecondare i desideri del ragazzo che vorrebbe curare la fattoria di famiglia e non studiare ma il padre rifiuta categoricamente.
Quella sera stessa porta Bud in un vaudeville e vista una ballerina che assomiglia un po' a Deanie le organizza un incontro col figlio. Mentre i due ragazzi passano la notte insieme, Ace, sempre più disperato per l'inizio della grande depressione, si suicida gettandosi dalla finestra dell'hotel. Dopo un lungo trattamento Deanie riesce a trovare un nuovo equilibrio interiore e viene dimessa. Tornata in famiglia, si riconcilia con la madre perdonandole gli errori commessi nella sua educazione. La donna le racconta del tracollo finanziario della famiglia Stamper, del suicidio di Ace e della morte di Ginny in un incidente stradale. Il padre le rivela che Bud è tornato a vivere nella fattoria di famiglia. Le amiche, il giorno dopo, accompagnano Deanie al ranch. Bud è in tuta da lavoro e la invita a entrare nella sua povera casa presentandole la moglie Angelina che ha avuto un bimbo ed è nuovamente incinta; Deanie li saluta e va verso il suo destino.

## Cast
- L'opera segnò l'esordio di Warren Beatty, fratello minore di Shirley MacLaine.
- Lo sceneggiatore William Inge compare anche come attore nella parte del reverendo Whiteman.

## Riconoscimenti
- 1962 - Premio Oscar
  - Migliore sceneggiatura originale a William Inge
  - Nomination Miglior attrice protagonista a Natalie Wood
- 1962 - Golden Globe
  - Nomination Miglior film drammatico
  - Nomination Miglior attore in un film drammatico a Warren Beatty
  - Nomination Miglior attrice in un film drammatico a Natalie Wood
- 1963 - Premio BAFTA
  - Nomination Miglior attrice protagonista a Natalie Wood